# Danh sách chi của Geometridae: K
Dưới đây là danh sách các chi của họ bướm đêm Geometridae:
A B C D E F G H I J K L M N O P Q R S T U V W X Y Z

- Kalabana
- Karacidaria
- Kataschisia
- Kauaiina
- Kauria
- Kemtrognophos
- Klinzigidia
- Krananda
- Kuchleria
- Kuldscha
- Kyrtolitha